# Championnat de Trinité-et-Tobago de football 2005
Navigation
Saison précédente Saison suivante
La saison 2005 du Championnat de Trinité-et-Tobago de football est la trente-deuxième édition de la première division à Trinité-et-Tobago et la septième sous le nom de Professional League. Les sept formations de l'élite sont réunies au sein d'une poule unique où elles s'affrontent trois fois au cours de la saison. Ensuite, les six premiers jouent une nouvelle fois entre eux pour déterminer le vainqueur du championnat.
C'est le club de W Connection FC qui remporte la compétition cette saison après avoir terminé en tête du classement final, avec quinze points d'avance sur San Juan Jabloteh et vingt sur Caledonia AIA/Fire. C'est le troisième titre de champion de Trinité-et-Tobago de l'histoire du club.
Trois modifications dans la liste des engagés ont eu lieu durant l'intersaison. Tout d'abord, le club de South Starworld Strikers choisit de ne pas prendre part à la compétition. L'équipe d'United Petrorin s'engage, après avoir fusionné avec les South West Drillers. Enfin, Morvant-Arima Fire change de nom pour devenir Caledonia AIA/Fire.

## Qualifications continentales
Les deux premiers de la Professional League obtiennent leur qualification pour la CFU Club Championship, la coupe des clubs champions de la région Caraïbes.

## Les clubs participants
| - W Connection FC - Defence Force FC - San Juan Jabloteh - Tobago United - North East Stars - United Petrorin - Caledonia AIA/Fire |

## Compétition
Le barème de points servant à établir le classement se décompose ainsi :
- Victoire : 3 points
- Match nul : 1 point
- Défaite : 0 point

### Classement
| Rang | Équipe             | Pts | J  | G  | N | P  | Bp | Bc | Diff |
| ---- | ------------------ | --- | -- | -- | - | -- | -- | -- | ---- |
| 1    | W Connection FC    | 54  | 23 | 17 | 3 | 3  | 69 | 20 | +49  |
| 2    | San Juan JablotehC | 39  | 23 | 11 | 6 | 6  | 47 | 21 | +26  |
| 3    | Caledonia AIA/Fire | 34  | 23 | 10 | 4 | 9  | 26 | 32 | -6   |
| 4    | Defence Force FC   | 31  | 23 | 8  | 7 | 8  | 36 | 38 | -2   |
| 5    | North East StarsT  | 30  | 23 | 8  | 6 | 9  | 33 | 32 | +1   |
| 6    | United Petrorin    | 24  | 23 | 6  | 6 | 11 | 26 | 46 | -20  |
| 7    | Tobago United      | 4   | 18 | 0  | 4 | 14 | 21 | 69 | -48  |

|  | Qualification pour la CFU Club Championship 2006                   |
|  | T : Tenant du titre C : Vainqueur de la Coupe de Trinité-et-Tobago |

## Bilan de la saison
| Championnat de Trinité-et-Tobago de football 2005 |                            |
| Champion                                          | W Connection FC (3e titre) |
| Coupes et trophées                                |                            |
| Vainqueur de la Coupe de Trinité-et-Tobago 2005   | San Juan Jabloteh          |
| Qualifications continentales                      |                            |
| CFU Club Championship 2006                        | W Connection FC            |
| CFU Club Championship 2006                        | San Juan Jabloteh          |
| Promotions et relégations                         |                            |
| Promus en Professional League                     | Aucun                      |
| Relégués                                          | Aucun                      |